# Laïkó
Laïkó ou Laika (em grego:  λαϊκό τραγούδι, pronúncia [laiˈko traˈɣuði]: traduzido como música do povo, ou música popular) é um gênero musical grego em língua grega, conforme as tradições do povo grego. O termo é muito plural também é chamado de musica folclórica ou urbana folclórica grega. O Laiko seguiu em sua história como uma parte da comercialização da música rebética
O Laiko remonta dos anos 50 e 60 e engloba vários estilos musicais, como: o pop, o clássico, e elementos tradicionais como o bouzouki.

## Artistas (Anos 1960-1980)
| Compositores: - Manolis Chiotis - Apostolos Kaldaras - Stavros Kouyioumtzis - Akis Panou - Mimis Plessas - Giorgos Mouzakis - Vassilis Tsitsanis - Giorgos Zambetas - Lefteris Papadopoulos - Pythagoras Papastamatiou | Cantores: - Grigoris Bithikotsis - Stratos Dionysiou - Panos Gavalas - Stelios Kazantzidis - Stamatis Kokotas - Marinella - Dimitris Mitropanos - Vicky Moscholiou - Giannis Poulopoulos - Rita Sakellariou - Rena Dalma - Voula Pala - Tolis Voskopoulos |

## Artistas Anos(1980–2010)

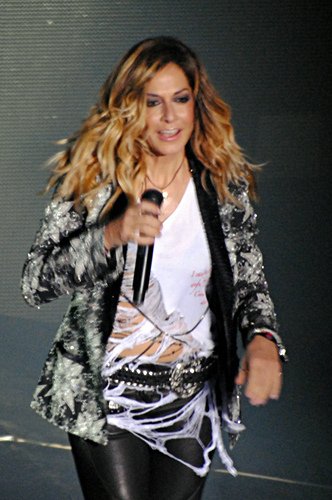
Anna Vissi.

- Eleftheria Arvanitaki
- Anna Vissi
- Alekos Chrysovergis
- Angela Dimitriou
- Glykeria
- Katy Garbi
- Antonis Remos
- Nikos Vertis
- Notis Sfakianakis
- Kostas Makedonas
- Christos Nikolopoulos
- Vasilis Karras
- Yiannis Parios
- Thanos Petrelis
- Giannis Ploutarhos
- Giorgos Mazonakis
- Paschalis Terzis
- Natassa Theodoridou
- Despina Vandi
- Peggy Zina
- Elena Paparizou
- Pantelis Pantelidis
- Giorgos Margaritis